# 惡俗維基
恶俗维基（EsuWiki）是一个由肖彦锐等人于2014年1月8日创办的Wiki网站，网站使用MediaWiki，以记录中华人民共和国互联网部分人物和事件为主。

## 特色
恶俗维基编者通常以侮辱性、恶搞性地记录中国互联网中人物和事件，其解释为“正义出道”。网站的词条包括但不限于bilibili等视频弹幕视频分享网站的企业家和up主、电子游戏产业的制作人员和实况主、网络评论员、网络红人、民间科学家、基层中华人民共和国公务员及其官二代、网络论战事件、被中华人民共和国政府列为言論審查对象的新闻内容等信息。
在中华人民共和国网络审查的影响下，恶俗维基曾多次被防火长城以域名服务器缓存污染为主的方式进行屏蔽。
恶俗维基创办人肖彦锐表示，恶俗维基严禁讨论政治，所以自己又在2018年10月创办“支纳维基”分流政治内容，并交给与恶俗维基无关的海外团队运营，内容以反对中国共产党、声援香港反送中运动和公布中国大陆党和政府官员个人隐私为主。由于“支纳维基”对外开放注册过，有一些恶俗维基用户同时持有“支纳维基”的账号，但是不代表这两个网站组织上有任何关系。

## 历史

### 起源
恶俗维基得名于一种源自百度贴吧、被称为“恶俗”的网络迷因。
“恶俗”迷因起源于“百度卢浮宫”帝吧的恶搞文化，最初以恶搞运动员、演员、歌手等公众人物及其爱好者为主，后经过多次人肉搜索事件逐渐成型，成为以人肉搜索取乐的组织的代名词，并于2008年与李毅吧分道扬镳。“恶俗”迷因产生了不少影响力较强的互联网用语，如翔、屌丝等。

### 发展
2017年7月7日，因管理权限争议，恶俗维基被一度关闭至2018年10月，网站重新上线后由顾杨阳担任站长。
2019年10月16日，顾杨阳被警方刑事拘留。次日，恶俗维基下线[[Category:]]。
2020年10月，新恶俗维基团队使用多手低质量的备份搭建网站，以esu.d️og的域名重启。

### 结束
2022年5月22日，恶俗维基团队宣布解散，同时关闭网站。

### 重新运营
2025年6月，第八代恶俗维基以esu.lol这一域名重新开始运营。第八代恶俗维基目前暂未开放账号注册。

## 事件

### 人肉刘慈欣事件
2019年4月，恶俗维基公布刘慈欣个人信息，不仅批判他的人品、价值观和作品，还公示其百度帐号“shipship”的发言，随后刘慈欣注销了帐号。《南方都市报》强调人肉搜索引发的后果通常是恶性的，呼吁克制曝光个人信息的行为。《新京报》认为恶俗维基已经超出了网络暴力的范畴，主张诉诸法治。浙江广播电视集团经济生活频道报道称恶俗维基公开刘慈欣的身份证号码、住宅、手机等信息，属于侵犯隐私权行为。

### 恶俗维基用户遭警方警告
2019年10月，中国大陆河北唐山、河北承德、福建厦门、广西柳州、福建平潭综合实验区等地通报有多名群众因在恶俗维基编辑条目和注册登录浏览遭到警方警告。司马南认为仅因浏览恶俗维基就被警方通报批评于法无据，且其本人与胡锡进亦多次浏览反华网站，警方行为是在提供公知炒作素材。

### 恶俗维基运维人员被判刑
2019年5月至6月，自称与恶俗维基无关的“支纳维基”“红岸基金会”曝光包括习明泽、邓家贵在内的中国大陆高层公职人员及其家属的个人隐私信息。2019年6月14日，广东省茂名市公安局茂南分局对“1902136侵犯公民信息案”，即“‘支纳维基’与‘红岸基金会’泄露习明泽与邓家贵身份信息事件”立案侦查，由公安部和广东省公安厅督办和部署。其中，“红岸基金会”由国家安全部负责侦查。
2019年6月22日，恶俗维基维护员牛腾宇与网站创办者肖彦锐前往香港参与反對逃犯條例修訂草案運動。同年8月，两人在日本会面，牛腾宇在回到中国六天后的8月22日上午因涉嫌犯“帮助信息网络犯罪活动罪”被广东省茂名市茂南区网警大队跨省抓捕，后与同案其他24人一起被关押在佛山市南海区看守所，其中一人一年后因证据不足被无罪释放。2019年12月10日至2020年1月22日，牛腾宇被佛山市公安局以“涉嫌煽动颠覆国家政权罪”的名义监视居住。
该案嫌疑人被茂名市公安局茂南分局于2020年1月22日向茂南区检察院移送起诉。检察院分别于2020年3月6日、2020年5月21日将案件退回侦查机关补充侦查，侦查机关分别于2020年4月6日、2020年6月19日重新移送审查起诉，三次延长审查起诉期限。2020年12月30日，广东省茂名市茂南区人民法院在审理后，对“‘支纳维基’与‘红岸基金会’泄露习明泽与邓家贵身份信息事件”作出一审判决，将与恶俗维基网站有关的24人判刑，其中牛腾宇被判处14年有期徒刑并处罚金人民币13万元（以寻衅滋事罪判8年罚5万元，以侵犯公民个人信息罪判5年罚4万元，以非法经营罪判2年罚4万元）。
据自由亚洲电台报道称，二审法官、茂名市中级人民法院刑事审判第二庭副庭长张书铭操纵了一审判决，并且阻挠二审开庭，试图驳回上诉。
2021年4月23日，牛騰宇二審被判維持一審14年的判決。

#### 对案件真实性的质疑
自由亚洲电台报道称，牛腾宇母亲指控广东茂名的公检法为立功移花接木，她认为恶俗维基会员大部分身处国内，更容易落网，使得恶俗维基成为实际泄露习明泽等人信息的“支纳维基”“红岸基金会”的替罪羊。此外，肖彦锐和其他被判刑者的家长声称，原恶俗维基站长和实际控制人顾杨阳的父母重金贿赂勾结茂名市的政法委和公检法（即公安局、检察院、法院），并动用关系使上海市前副市长、前公安局局长龚道安出面运作，以使自己脱身、栽赃陷害牛腾宇，导致起初是从犯的牛腾宇被定为主犯，顾则从被侦查对象转为证人不予起诉，被无罪释放。
2021年2月28日，支纳维基海外负责人向自由亚洲表示，是他本人將有关习明泽和邓家贵的消息发布到“恶俗维基”和“红岸基金会”网站上，他表示发布资料与牛腾宇以及其他涉案人员无关，他愿为此负责。

#### 对运维成员被捕原因的推测
肖彦锐在接受自由亞洲電台采访时认为，牛腾宇被判刑疑似与前往香港围观反对逃犯条例修订草案运动有关。肖彦锐还透露，2019年6月，一名恶俗维基管理员被抓后，警方进入恶俗维基的后台。由于注册恶俗维基需要填写腾讯QQ的QQ号，警察根据QQ号，抓捕包括牛腾宇在内，身在中國大陸，有管理权限账号的持有者。同时，也有一些报导指出，恶俗维基大量曝光所登载人物的私密照片、个人隐私信息（如：证件号码、聊天记录），组织人肉搜索，已经触犯了中国大陆地区的法律，泄漏了中共中央总书记习近平的隐私户籍信息，特别是其女儿习明泽的个人资料，是该网站运维人员大量被捕的一个重要原因。

## 评价
第五、六届湖北省作家协会副主席刘继明引述了左翼媒体激流网的评论文章，认为恶俗维基是“挖出被统治阶级蓄意隐瞒的重要信息的黑客”，是“真英雄”，将恶俗维基与维基解密、爱德华·斯诺登等相提并论。

#### 创始人肖彦锐母亲被限制出境
2022年12月9日，恶俗维基创办人肖彦锐的母亲肖郦在上海浦东机场乘飞机，前往加拿大看望儿子时，被中国边检禁止出境。